# Буковец (Врачанская область)
Буковец (болг. Буковец) — село в Болгарии. Находится в Врачанской области, входит в общину Бяла-Слатина. Население составляет 261 человек.

## Политическая ситуация
В местном кметстве Буковец, в состав которого входит Буковец, должность кмета (старосты) исполняет Николай Божков Цеков (Болгарская социалистическая партия (БСП)) по результатам выборов.
Кмет (мэр) общины Бяла-Слатина — Венцислав Велков Василев (Болгарская социалистическая партия (БСП)) по результатам выборов.